# الرعاية الصحية في البرتغال

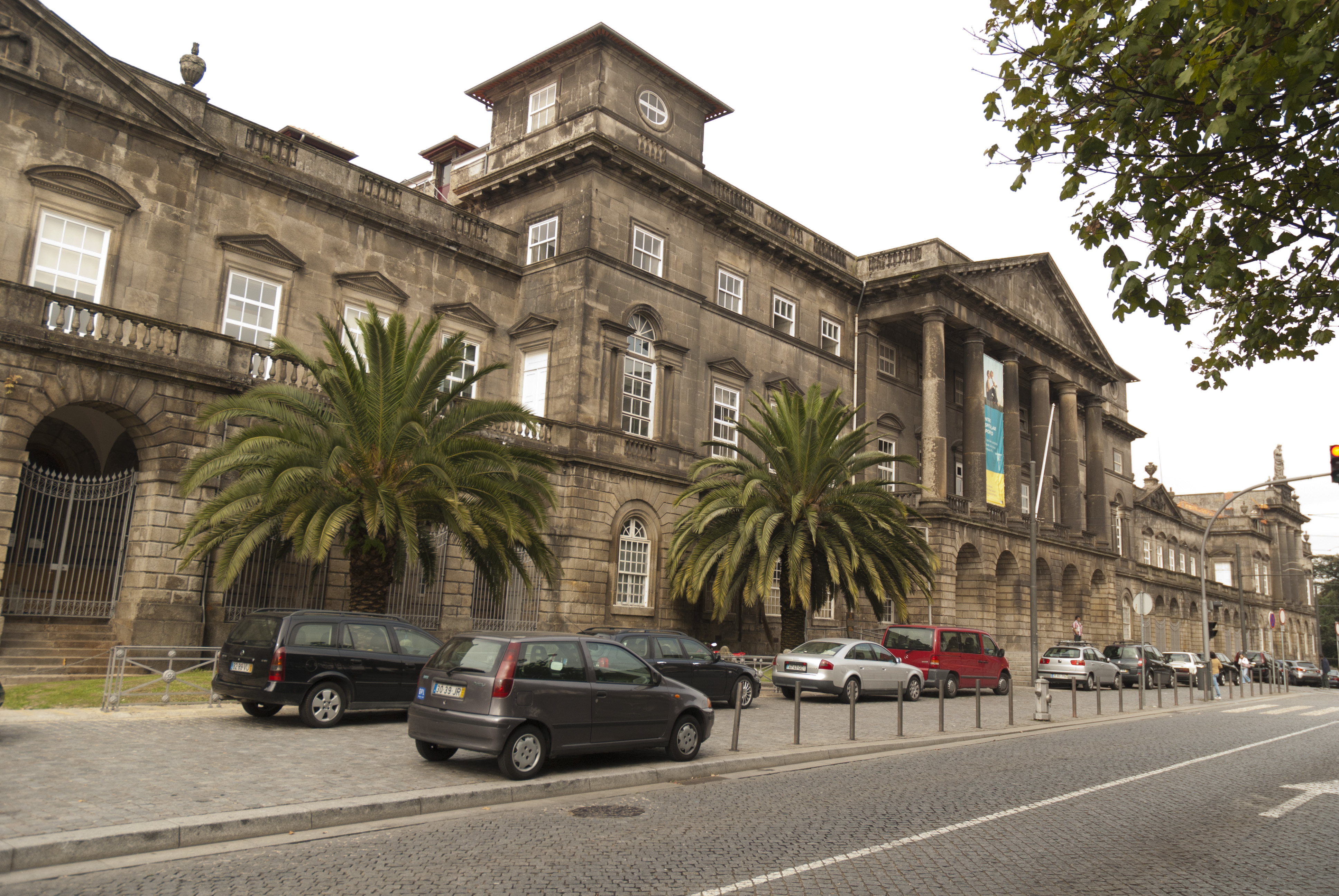
مستشفى سان أنطونيو في مدينة بورتو.

تُقدم الرعاية الصحية في البرتغال من خلال ثلاثة أنظمة موجودة: الخدمة الصحية الوطنية (بالبرتغالية: Serviço Nacional de Saúde ،SNS)، وخطط التأمين الصحي الاجتماعي الخاصة لبعض المهن (النظم الصحية الفرعية)، والتأمين الصحي الطوعي الخاص. تتيح الخدمة الصحية الوطنية تغطية شاملة، على الرغم من تنفيذ تدابير في عام 2012 لضمان استدامة الخدمة من خلال إدخال رسوم المستخدم التي تُدفع في نهاية العلاج. بالإضافة إلى ذلك، تغطي النظم الفرعية الصحية نحو 25% من السكان، و10% من خلال خطط التأمين الخاصة، و7% من الصناديق المشتركة. ووزارة الصحة هي المسؤولة عن تطوير السياسة الصحية وإدارة الخدمة الصحية الوطنية. إن الكيان التنظيمي الصحي (إي أر إس) هو الكيان العام المستقل المسؤول عن تنظيم نشاط جميع مقدمي الرعاية الصحية العامة والخاصة والاجتماعية. في عام 2019، اقترحت الحكومة إلغاء جميع الرسوم، التي تشكل نحو 2% من ميزانية الخدمة الصحية الوطنية، باستثناء بعض حالات الطوارئ في المستشفيات.

## نظام الرعاية الصحية

### خدمة الصحة الوطنية (إس إن إس)

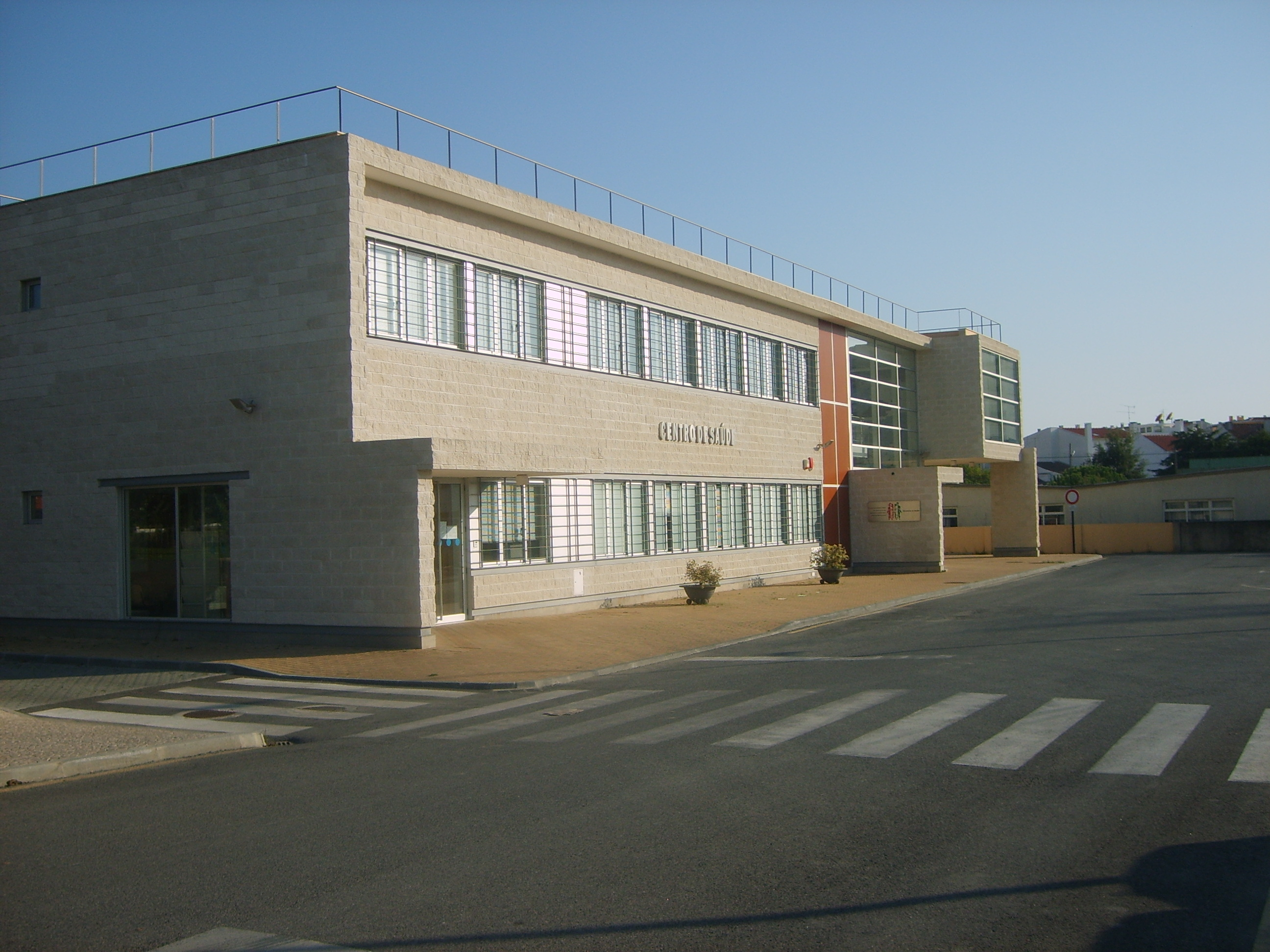
مركز صحي تابع لهيئة خدمة الصحة الوطنية

خدمة الصحة الوطنية هي النظام الذي تضمن الدولة من خلاله الحق في الحماية الصحية، وفقًا للقوانين التي حددها الدستور البرتغالي. وأُسست في عام 1979 وتعمل تحت إشراف وزارة الصحة.
تتميز خدمة الرعاية الصحية بأنها وطنية وشاملة وعامة ومجانية. فهي وطنية لكونها توفر الخدمات على الصعيد الوطني، على الرغم من أنها تغطي البرتغال القارية فقط. وهي شاملة لأنها تغطي جميع المواطنين البرتغاليين والمقيمين الأجانب فهم قادرون على الحصول عليها. وهي عامة لأنها تشمل مجموعة كاملة من الرعاية الصحية، بما في ذلك مراقبة الصحة وتعزيزها، والطب الوقائي، والتشخيص وعلاج المرضى، وإعادة التأهيل الاجتماعي والطبي. وهي كذلك مجانية، إذ أن تمويل النظام يأتي من القطاع العام، بهدف جعل الخدمات الصحية مجانية للمستخدمين. ومع ذلك، تُفرض بعض الرسوم، بعيدًا عن التمويل ولكن للإشراف على الوصول غير الضروري إلى الخدمات وتصفيته (مثل تجنب انتقال الشخص المصاب بإصابة طفيفة إلى قسم الطوارئ في المستشفى بدلًا من الذهاب إلى وحدة الرعاية الصحية الأولية المحلية).
يُدار النظام من قبل الإدارة المركزية للنظام الصحي (إي سي إس إس) ومن قبل الإدارات الصحية الإقليمية الخمس (الشمال، والمنطقة الوسطى، ولشبونة ووادي التاج، وألنتيجو، والغرب). إن الإدارة المركزية للنظام الصحي هي المسؤولة عن الإدارة المركزية للموارد المالية والبشرية والمعدات والمرافق في النظام، بالإضافة إلى وضع السياسات والخطط والقواعد والمعايير الصحية. أما الإدارات الصحية الإقليمية فهي مسؤولة عن توفير خدمات الرعاية الصحية لسكان مناطقها، وتنفيذ الخطة الصحية الوطنية.
إلى جانب التمويل العام، تُقدم الخدمات الصحية التي تغطيها خدمة الصحة الوطنية بشكل رئيسي من قبل وحدات الصحة العامة. وتشمل:
- مجموعات المراكز الصحية (agrupamentos de centros de saúde، ACES): توفر بشكل أساسي الرعاية الصحية الأولية للمجتمعات المحلية. وتضم كل مجموعة عدة مراكز صحية. ويوجد مركز صحي واحد على الأقل في كل بلدية، ويمكن أن يكون لكل منها ملحق أو أكثر في نطاق اختصاصها. وتشمل المجموعات وحدات متخصصة في طب الأسرة والأفراد، وصحة المجتمع، والصحة العمومية.
- المستشفيات: توفر الرعاية الصحية الثانوية بشكل رئيسي. وقد أصبحت معظم المستشفيات الآن جزءًا إداريًا من مركز المستشفى (centro hospitalar)، الذي يجمع ويدير العديد من وحدات المستشفيات الموجودة في نفس المدينة أو المنطقة. تُصنَّف المستشفيات ومراكز المستشفيات المستقلة إلى: المجموعة الأولى (المستشفيات العامة)، والمجموعة الثانية (مستشفيات المقاطعات)، والمجموعة الثالثة (المستشفيات المركزية)، والمجموعة الرابعة (مستشفيات متخصصة بالأورام أو الطب النفسي أو إعادة التأهيل).
- الوحدات الصحية المحلية (unidades locais de saúde، ULS): تجمع المراكز الصحية والمستشفيات الموجودة في نفس المدينة أو المنطقة في وحدة إدارية شاملة واحدة، وهي مسؤولة عن توفير الرعاية الصحية الأولية والثانوية.

بالإضافة إلى أن الخدمة الصحية الوطنية لديها اتفاقيات مع هيئات خاصة لتوفير خدمات رعاية صحية تكميلية لمستخدميها.

### الخدمات الصحية الإقليمية
على الرغم من الأحكام الدستورية وغيرها من الأحكام القانونية والإشارة إليها على أنها «وطنية»، فإن الخدمة الصحية الوطنية لا تغطي جميع أنحاء البلاد حقًا، إذ لم توسع إلى مناطق الحكم الذاتي في البرتغال، وتغطي البرتغال القارية فقط. في نطاق سلطاتهم المتداولة، أنشأت مناطق الحكم الذاتي في جزر الأزور وماديرا خدمات صحية إقليمية منفصلة خاصة بها (serviços regionais de saúde ،SRS)، تديرها الحكومات الإقليمية المعنية.
ومع ذلك، فإن وضع هذه الخدمات الإقليمية وعلاقتها مع الخدمة الصحية الوطنية غير واضح بالضبط، إذ أن كل من النظام الأساسي للخدمة الصحية الوطنية والقانون الأساسي للصحة صامتان تجاه الخدمات الصحية الإقليمية، مع إشارة هذه الخدمات بشكل غامض إلى أن السياسة الصحية في مناطق الحكم الذاتي تُحدد وتُنفذ من قبل هيئات الحكم الذاتي المعنية. وقد أثيرت مسألة الخدمات الصحية الإقليمية عندما رفع عدد من مستشفيات الخدمة الصحية الوطنية دعوى قضائية ضد الحكومة الإقليمية لجزر الأزور لإجبارها على دفع تكاليف الخدمات المقدمة إلى سكانها الذين تلقوا العلاج في تلك المؤسسات. وجادلت حكومة الأزور أنه يجب اعتبار الخدمات الصحية الإقليمية امتدادًا للخدمة الصحية الوطنية، لذا يجب أن يتمتع مستخدموها بوصول شامل إلى الخدمة الصحية الوطنية بشكل مجاني أيضًا. ومع ذلك، في قرار اتخذ في مايو 2015، اعتبرت المحكمة الإدارية العليا أن الخدمات الصحية الإقليمية في الأزور كانت مستقلة عن الخدمة الصحية الوطنية ويجب اعتبارها نظامًا فرعيًا صحيًا، لذا فهي ملزمة بالدفع للخدمة الصحية الوطنية مقابل الخدمات المقدمة إلى المستفيدين من سكانها.
يدير وزير الصحة الإقليمي الخدمات الصحية الإقليمية في جزر الأزور، وتُنظم في تسع وحدات صحية جُزرية (unidades de saúde de ilha، USI)، وتشمل أربعة عشر مركزًا صحيًا وثلاث مستشفيات ومركز أورام. تجمع كل وحدة صحية جميع مؤسسات الرعاية الصحية العامة الموجودة في نفس الجزيرة في وحدة إدارية واحدة. وهناك نوعان من الوحدات الصحية، الأولى التي تجمع كل من المستشفيات والمراكز الصحية وتشبه الوحدات الصحية المحلية في الخدمة الصحية الوطنية، إذ توفر الرعاية الصحية الأولية والثانوية. والثانية التي تجمع المراكز الصحية فقط، وتشبه مجموعات المراكز الصحية في الخدمة الصحية الوطنية، وتوفر الرعاية الصحية الأولية فقط.
يدير وزير الصحة الإقليمي الخدمات الصحية الإقليمية في ماديرا. والتي تضم مستشفيين ومركزين متخصصين وخمسة عشر مركزًا صحيًا. وتُجمع جميع وحدات الرعاية الصحية هذه في وحدة إدارية واحدة، SESARAM ،EPE (الخدمة الصحية في منطقة ماديرا ذاتية الحكم). وهي مشابه لوحدة صحية محلية من الخدمة الصحية الوطنية، وتقدم كلًا من الرعاية الصحية الأولية والثانوية.

### النظم الصحية الفرعية
النظم الفرعية الصحية هي برامج خاصة – بشكل موازٍ للخدمة الصحية الوطنية - مسؤولة عن توفير الرعاية الصحية لأعضاء بعض المهن أو المنظمات. والانضمام إليها إلزامي لهذه الفئات من الأشخاص، وتُمول إما من قبل المستفيدين أو من قبل أرباب عملهم. وهناك أنظمة فرعية عامة وخاصة، النوع الأول (العام) مسؤول عن توفير الرعاية الصحية لموظفي القطاع العام، والثاني (الخاص) لأعضاء المنظمات الخاصة.
أهم نظام فرعي للصحة العامة هو إيه دي إس إي، الذي يغطي جميع الموظفين العموميين غير المشمولين بالخطط الخاصة الأخرى. وتشمل أكثر من 1.3 مليون مستفيد، بما في ذلك موظفي الإدارات العامة المركزية والإقليمية والمحلية. وتغطي النظم الفرعية العامة الأخرى بعض المجموعات الخاصة من الموظفين العموميين، وهي إيه دي إم للأفراد العسكريين في القوات المسلحة، وإس إيه دي \ جي إن أر للأفراد العسكريين في الحرس الجمهوري الوطني، وإس إيه دي \ بّي إس بّي لأفراد الشرطة في شرطة الأمن العام، وإس إس إم جي لبعض المجموعات المهنية الخاصة (حراس السجن، ووكلاء الشرطة القضائية، وضباط المراقبة، وغيرهم) في وزارة العدل. وتمول جميع هذه النظم الفرعية العامة بالكامل من قبل الدولة.
تتسم النظم الفرعية الخاصة بكونها مبنية على أساس مهني. وهي تغطي إما أعضاء بعض المهن – بشكل مستقل عن صاحب العمل - أو تغطي موظفي منظمات خاصة معينة. ويمكن تمويلها من قبل المستفيدين - عادة من خلال الخصم من رواتبهم - أو من قبل أرباب عملهم. مثال على الأنظمة الفرعية الخاصة هي إس إيه إم إس لموظفي المصارف، وبّي تي – إيه سي إس لموظفي اتصالات البرتغال، وإس إس سي جي دي لموظفي شركة كايكسا جيرال دي ديبوسيتوس المصرفية.
عادة ما توفر النظم الفرعية الرعاية الصحية للمستفيدين من خلال المؤسسات الطبية العامة والخاصة. ويجري ذلك عن طريق الاتفاقيات السابقة بين الأنظمة الفرعية ومقدمي الخدمات الطبية (الخدمة الصحية الوطنية أو الخدمات الصحية الإقليمية أو الهيئات الخاصة) أو - في حالة عدم وجود اتفاقيات سابقة - عن طريق السداد اللاحق للمستفيدين مقابل مدفوعات الرعاية الصحية التي قدمت. وبعض الأنظمة الفرعية قادرة على تقديم خدمات الرعاية الصحية مباشرة من خلال مؤسساتها الطبية الخاصة. كحالة إيه دي إم عبر مستشفى القوات المسلحة ووحدات الصحة العسكرية الأخرى، وكذلك حالة إس إيه إم إس من خلال مستشفاها وعياداتها.

### التأمين الصحي
التأمينات الصحية هي تكملة للخدمة الصحية الوطنية والأنظمة الفرعية الصحية، وعادة ما يكون الالتزام بها طوعيًا (على الرغم من وجود بعض التأمينات الصحية الإلزامية). لكونها نشاطًا تكميليًا للرعاية الصحية، فإن التأمين الصحي يخضع أيضًا لإشراف وزارة الصحة.
توفر خدمات التأمين الصحي للمؤمن عليهم إما من خلال برامج مباشرة أو مجانية. في البرنامج المباشر توفر الخدمات من قبل المؤسسات الطبية التي لديها اتفاقية سابقة مع شبكة التأمين. أما في البرنامج المجاني تقدم الخدمات من قبل هيئات لا تمتلك اتفاقيات سابقة، فيدفع المؤمن عليه ثم يُعوض من قبل التأمين.
توجد عدة شبكات تأمين صحي في البرتغال، وأكبرها هي ملتيكير (جزء من مجموعة التأمين فيداليداجي)، وأدفانسكير (مشروع مشترك للعديد من شركات التأمين)، وميدس (جزء من مجموعة البنك التجاري البرتغالي بي سي بي).